# عبد الله محمد عبد العزيز آل خليفة
عبد الله محمد عبد العزيز آل خليفة (مواليد 28 أبريل 1980 في الكويت) كويتي ينتمي إلى العائلة الحاكمة في البحرين. 

## السيرة الذاتية
ولد عبد الله محمد عبد العزيز آل خليفة في 28 أبريل 1980 من أب سعودي الجنسية ينتمي للعائلة الحاكمة في مملكة البحرين وأم كويتية في الكويت. بعد مرور عدة سنوات قرر والده تطليق أمه وهجرهما وعاد إلى السعودية فربته أمه وحدها. 
عندما بلغ عبد الله السن القانونية في سنة 1998 قرر أمير دولة الكويت آنذاك الشيخ جابر الأحمد الصباح منح أبناء الكويتيات المطلقات والأرامل من زوج غير كويتي الجنسية الكويتية. ونتيجة لذلك قرر عبد الله تسليم جواز سفره السعودي إلى الإدارة العامة للجنسية. بعدها استطاع الحصول على وظيفة في إحدى الوزارات وتزوج ولديه حاليا ولد وبنتين. 

## سحب اللقب
في سنة 2009 ذهب عبد الله لتجديد البطاقة المدنية وتبين بعد استلام البطاقة الجديدة حذف لقب الشيخ الذي كان سيبق اسمه منذ ولادته. هذا الأمر أدى إلى أن يوكل المحامين فلاح الحجرف وعبد المحسن العتيقي لرفع دعوى قضائية أمام المحكمة الإدارية بالكويت ضد مدير الهيئة العامة للمعلومات المدنية مطالبا فيها بإضافة لقب شيخ إلى اسمه بعد حصوله على الجنسية الكويتية.